# S:t Bertils hembygdsmuseum
S:t Bertils hembygdsmuseum (finska: Perttelin kotiseutumuseo) är ett hembygdsmuseum i S:t Bertils i Salo stad i det finländska landskapet Egentliga Finland. Museet förestås av S:t Bertils hembygdsförening. Museet är beläget i ett gammalt sockenmagasin från 1863 i S:t Bertils kyrkby. Till hembygdsmuseets samlingar hör gamla träskulpturer från S:t Bertils kyrka och övriga lokalhistoriska föremål. Museet har som syfte att bevara den lokala historien i området.
Stenmagasinet byggdes på Kärri gårds område. Byggnaden är uppförd i sten efter att bygglov hade beviljats av den ryske kejsaren. Totalt var 128 bönder med och finansierade byggandet av det nya magasinet.